# Дар-Буазза
Дар-Буазза (араб. دار بوعزة) — місто та муніципалітет у Марокко, розташоване в адміністративному регіоні Касабланка — Сеттат. Є передмістям найбільшого міста країни, Касабланки, та лежить за 20 км від нього. Населення за переписом 2014 року становить 151 373 осіб. 

## Гегорафія
Дар-Буазза лежить в історико-географічному регіоні Шавія на узбережжі Атлантичного океану. Місто складається з двох районів: Тамаріс на заході, де розташовані пляжі та муніципальний штаб, та Ер-Рахма на сході, нової частини міста.
Невелика пересихаюч річка (ваді) Мерзег тече крізь муніципалітет.

## Історія
Дар-Буазза дістав славу міста з чудовими пляжами. У 1940-х родина Жак'є побудувала в ньому перший приморський курорт, надавши йому ім'я Джек-Біч.
У своєму поточному стані місто було засноване в 2008 році, коли сільська комуна Улед-Аззуз була відокремлена від південної частини Дар-Буацци, яка згодом сама стала муніципалітетом.
Сьогодні Дар-Буазза переживає стрімку трансформацію із невеличкого рибальського містечка в престижне туристичне передмістя. Населення колишньої сільської комуни Дар-Буацца (що включає сучасний муніципалітет Дар-Буацца і сільську комуну Улед-Аззуз) збільшилася з 45 177 за переписом 1994 року до 115 367 за переписом 2004 року (20-те місце в країні). Швидке зростання муніципалітету створило серйозне навантаження на його інфраструктуру та загострило проблеми освіти, бідності та маргіналізації.